# Yimnashana denticulata
Yimnashana denticulata is een keversoort uit de familie boktorren (Cerambycidae). De wetenschappelijke naam van de soort is voor het eerst geldig gepubliceerd in 1937 door Gressitt.